# Токторов, Алмазбек Сатиевич
Алмазбек Сатиевич Токторов (род. 5 июля 1966, село Эски-Ноокат, Ошская область) — киргизский политический деятель, депутат Жогорку Кенеша VI созыва. Заслуженный работник здравоохранения Кыргызской Республики. Государственный советник государственной службы 3-го класса.

## Биография
Родился 5 июля 1966 года в селе Эски-Ноокат.

### Образование
- 1983—1988 — Киргизский государственный медицинский институт, фармацевтический факультет.

### Трудовая деятельность
- 1988—1990 — провизор-аналитик контрольно-аналитической лаборатории Ошского областного аптечного управления.
- 1990—1991 — заместитель заведующего аптекой № 311 г. Ош.
- 1991—1992 — заместитель начальника Ошской межобластной аптечной базы.
- 1992—1994 — директор фирмы «Ак-Пейил».
- 1994—1996 — заведующий аптекой № 311 Ошского областного объединения «Фармация».
- 1996—2016 — директор АО «Ош-Фарм-КА».
- 2010—2014 — сопредседатель проекта «МеТА» в Кыргызской Республике[3].
- Январь 2016—Декабрь 2021 — депутат шестого созыва Жогорку Кенеша от фракции «Кыргызстан». Заместитель председателя Комитета по социальным вопросам, образованию, науке, культуре и здравоохранению[1].
- с 2017 — заместитель председателя Постоянной комиссии МПА СНГ по социальной политике и правам человека[4].

### Личная жизнь
Женат, отец троих детей.

### Награды
- Звание «Отличник здравоохранения КР».
- Орден «Содружество» (29 ноября 2018 года, Межпарламентская ассамблея СНГ) — за активное участие в деятельности Межпарламентской Ассамблеи и её органов, вклад в укрепление дружбы между народами государств — участников Содружества Независимых Государств[5][1].
- Медаль «МПА СНГ. 25 лет» (27 марта 2017 года, Межпарламентская ассамблея СНГ) — за заслуги в деле развития и укрепления парламентаризма, за вклад в развитие и совершенствование правовых основ функционирования Содружества Независимых Государств, укрепление международных связей и межпарламентского сотрудничества[6]
- Звание «Заслуженный работник здравоохранения Кыргызской Республики».